# تپه بدره
تپه بدره مربوط به دوره اشکانی ـ دوره ساسانی است و در شهرستان دره‌شهر، بخش بدره، ابتدای شهر بدره واقع شده است. این اثر در تاریخ ۳۰ دی ۱۳۸۵ با شمارهٔ ثبت ۱۶۹۳۸ به عنوان یکی از آثار ملی ایران به ثبت رسیده است.